# Fangio (equip ciclista)
L'equip Fangio va ser un equip ciclista belga, de ciclisme en ruta que va competir entre 1979 i 1986. Va ser succeït per l'equip AD Renting.

## Principals resultats
- Volta a Irlanda: Dave Cumming (1980)
- Fletxa costanera: Kurt Dockx (1982), Patrick Versluys (1986)
- Circuit del País de Waes: Alain Van Hoornweder (1983), William Tackaert (1985)
- Le Samyn: Jacques van Meer (1983)
- Circuit de les Ardenes flamenques - Ichtegem: William Tackaert (1984)
- Gran Premi de Denain: Yves Godimus (1984)
- Kuurne-Brussel·les-Kuurne: William Tackaert (1985)
- Nokere Koerse: Luc Colijn (1986)

### A les grans voltes
- Giro d'Itàlia
  - 0 participacions

- Tour de França
  - 0 participacions

- Volta a Espanya
  - 1 participacions (1986)
  - 0 victòries d'etapa:
  - 0 classificació finals:
  - 0 classificacions secundàries: